# أرشيبالد جيمس
أرشيبالد جيمس (بالإنجليزية: Archibald James)‏ هو سياسي بريطاني (وحمل سابقاً جنسية المملكة المتحدة لبريطانيا العظمى وأيرلندا)، ولد في 1 سبتمبر 1893، وتوفي في 5 مايو 1980. حزبياً، نشط في حزب المحافظين. في الانتخابات العامة في المملكة المتحدة 1931 ‏، انتخب عضو برلمان المملكة المتحدة الـ36 عن دائرة ويلينغبورو (27 أكتوبر 1931 – 25 أكتوبر 1935) وفي الانتخابات العامة في المملكة المتحدة 1935 ‏، انتخب عضو برلمان المملكة المتحدة الـ37 عن دائرة ويلينغبورو (14 نوفمبر 1935 – 15 يونيو 1945).